# Ingrid Wikén Bonde
Ingrid Wikén Bonde, född 1943, är filosofie doktor och docent i nederländska och har varit verksam som lektor vid Stockholms universitet, och som översättare. 

## Översättningar (urval)
- Maarten 't Hart: Draken (översatt tillsammans med Olov Hyllienmark), Atlantis, 1999
- Kader Abdolah: Sändebudet, Norstedts, 2010
- Stefan Hertmans: Krig och terpentin, Norstedts, 2015
- Stefan Hertmans: Främlingen. Konvertiten från 1100-talet, Norstdedts, 2018